# Portret młodej kobiety
Portret młodej kobiety – obraz namalowany przez Rogiera van der Weydena. Przykład późnogotyckiego malarstwa portretowego w Niderlandach. Obraz został namalowany ok. 1455 r. Znajduje się w zbiorach Staatliche Museen, Gemäldegalerie w Berlinie.
Jest to portret namalowany na desce dębowej techniką olejną. Ma wymiary 47 × 32 cm. Na ciemnym neutralnym została ukazana en trois quartes postać młodej kobiety, która kieruje swój wzrok w stronę widza. Ubrana w splendorze dworskiego stroju ma złożone ręce, których fragment widać w dolnej części kompozycji. Artysta skupił uwagę na twarzy o dużych ciemnych oczach, lekko uśmiechniętych pełnych ustach. Jej wyraz mówi o arystokratycznej postawie, pełnej dumy i wyniosłości. Włosy ma schowane w czepcu z welonem, będącymi średniowiecznymi atrybutami kobiety zamężnej.
Ujęcie postaci, oraz spojrzenie kobiety nadaje obrazowi kameralny, intymny nastrój. Co za tym wedle opinii niektórych historyków sztuki ten portret może przedstawiać żonę artysty – Elisabeth Goffaerts, z którą Rogier van der Weyden się ożenił w Brukseli w 1426 r.